# Operation Wooden Leg
Operation Wooden Leg (deutsch: Operation Holzbein; hebräisch מבצע רגל עץ, Mivtza Regel Etz) war ein Angriff der Israelischen Luftwaffe (IAF) auf das Hauptquartier der Palästinensischen Befreiungsorganisation (PLO) in Hammam-Chatt bei Tunis, Tunesien am 1. Oktober 1985, bei dem das Hauptquartier zerstört und 61 Palästinenser getötet wurden und auch 12 Tunesier starben.

## Hintergrund
Eines der Ziele der israelischen Invasion in den Libanon war, die PLO aus dem Libanon zu vertreiben. Vom Süden des Landes aus hatte die PLO immer wieder Raketen auf Israel geschossen. Die israelische Operation erfüllte dieses Ziel und im August 1982 begannen die PLO-Soldaten, den Libanon in Schiffen zu verlassen. Jassir Arafat wollte, dass ein anderes Land als Basis für die PLO diente und siedelte sich in Tunesien an.
Am 25. September 1985 wurden drei israelische Zivilisten auf ihrer Yacht vor der Küste von Larnaka, Zypern, bei einem Terroranschlag getötet. Eine Eliteabteilung der PLO, die unter dem Namen „Force 17“ bekannt war, bekannte sich zu der Tat. Das israelische Kabinett und die Armeeführung verlangten unverzüglich eine Vergeltung und wählten das PLO-Hauptquartier bei Tunis aus.

## Die Operation
Der Angriff wurde von zehn zweisitzigen F-15B/D Eagle Baz vom Militärflugplatz Tel Nof durchgeführt, wovon zwei als Reserve vorgesehen waren. Der Start erfolgte von dort am 1. Oktober um 07:00 Uhr. Zwei Boeing 707 Re'em Tankflugzeuge begleiteten die Jets zum Auftanken während des über 2300 Kilometer langen Fluges (Luftlinie, eine Strecke) über dem Mittelmeer, während eine weitere Boeing als Kommando-, Kontroll- und Kommunikationszentrum in der Luft diente. Zwei E-2C Hawkeye wurden eingesetzt, um tunesische, libysche und algerische Radargeräte zu stören. Die israelische Marine stationierte ein Schnellboot der Sa’ar-4.5-Klasse mit SAR-Hubschrauber in der Nähe von Malta, um abgestürzte Piloten zu bergen, was jedoch nicht nötig war.
Die Route war so konzipiert, dass die Flugzeuge nicht vom ägyptischen oder libyschen Radar und im Mittelmeer patrouillierenden Schiffen der US-Navy entdeckt werden sollten. Zudem flogen die Jets meist in geringer Höhe über dem Meer, um so dem Radar zu entgehen. Man rechnete nicht mit Widerstand seitens der tunesischen Luftwaffe oder Luftverteidigung, glaubte jedoch, dass es bei einem so langen Flug zu technischen Problemen kommen könnte. Nach dem ersten Auftanken auf halber Strecke und weil bis dahin keine Probleme aufgetreten waren, kehrten die beiden F-15 in Reserve nach Israel zurück.
Kurz vor dem Ziel wurde noch einmal nachgetankt und dann flogen die restlichen acht F-15 in zwei Gruppen tief über der Küste an, und jeder Jet warf eine Kamera-gesteuerte GBU-15-Gleitbombe auf das PLO-Hauptquartier ab, eine Ansammlung sandfarbener Gebäude am Meeresufer. Jede Bombe wurde dann vom hinten sitzenden Waffensystemoffizier (WSO) per TV-Suchkopf ins Ziel gelenkt. Die Flugzeuge griffen zuerst den südlichen Standort an, damit der Nordwind keinen Rauch über die nördlichen Ziele blies. Es traten aber technische Probleme auf: eine der Bomben geriet ins Trudeln, eine andere konnte nicht abgeworfen werden. Der Angriff selbst dauerte sechs Minuten, danach kehrte die Angriffsgruppe nach Israel zurück. Hin- und Rückflug nahmen jeweils etwas über drei Stunden in Anspruch.

Symbol der „Operation Wooden Leg“ an den beteiligten F-15-Jets
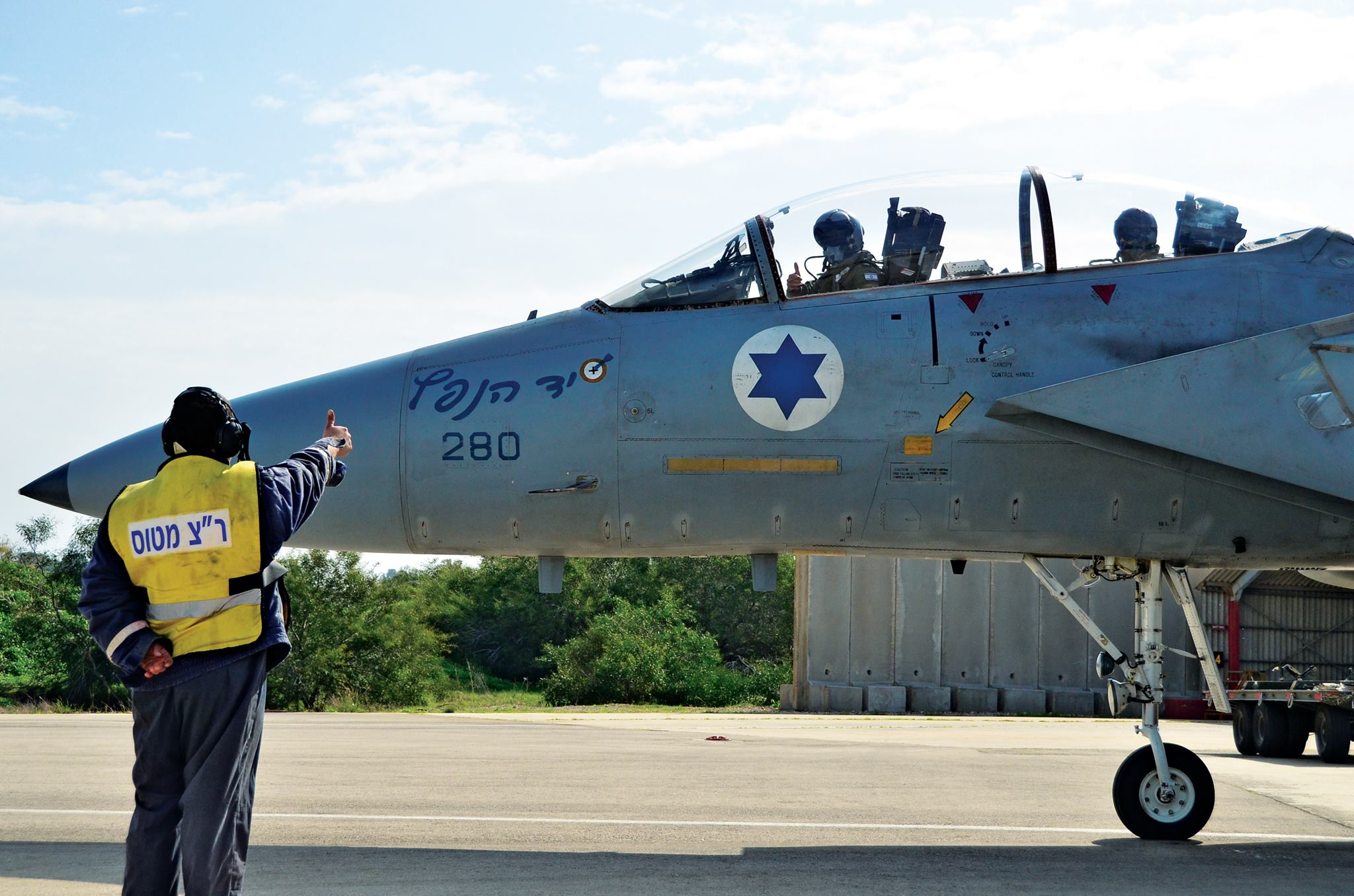
Eine der beteiligten F-15D Eagle Baz #280 mit dem Symbol in 2015
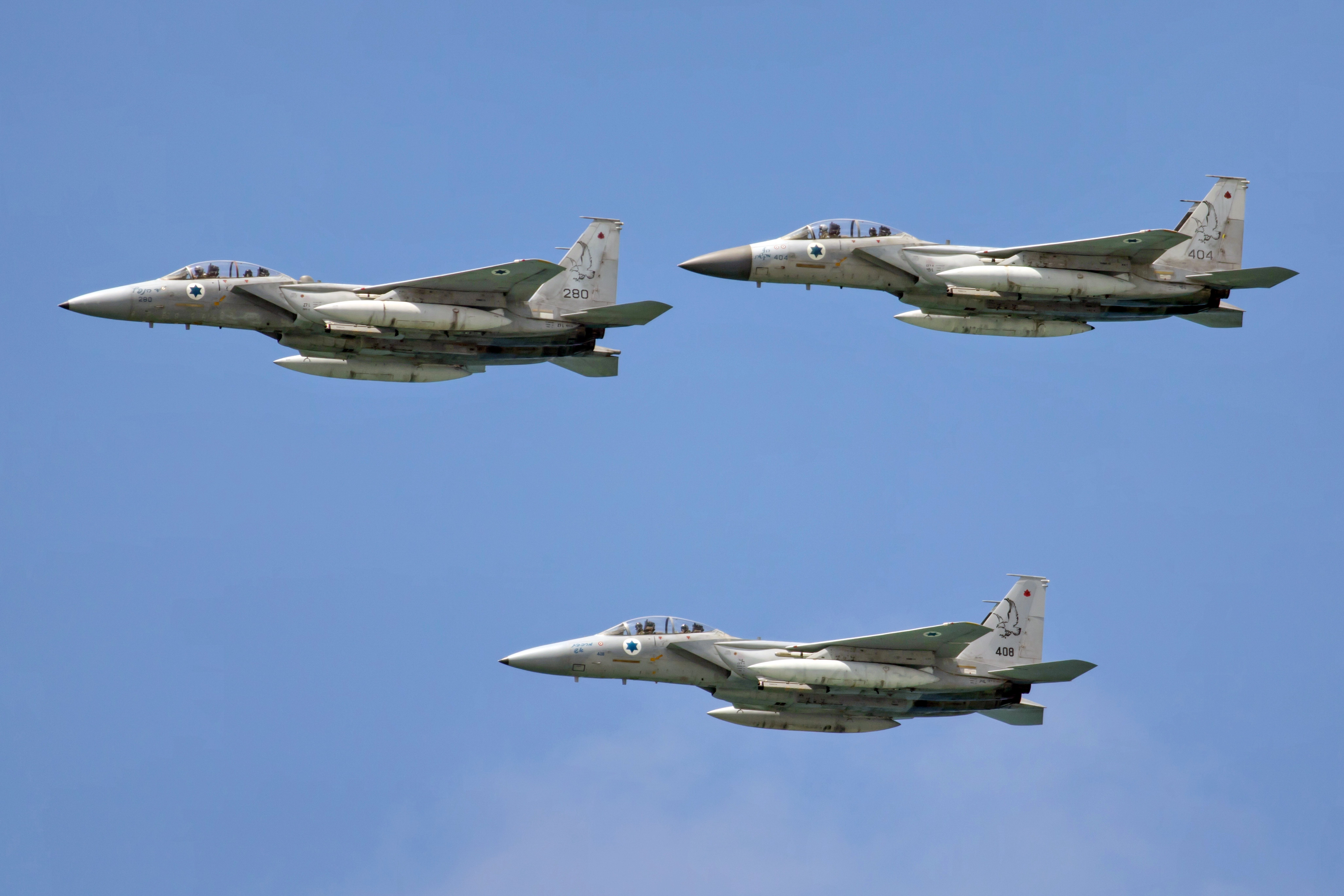
Die beteiligte F-15D Baz #280 links in Formation mit anderen in 2015
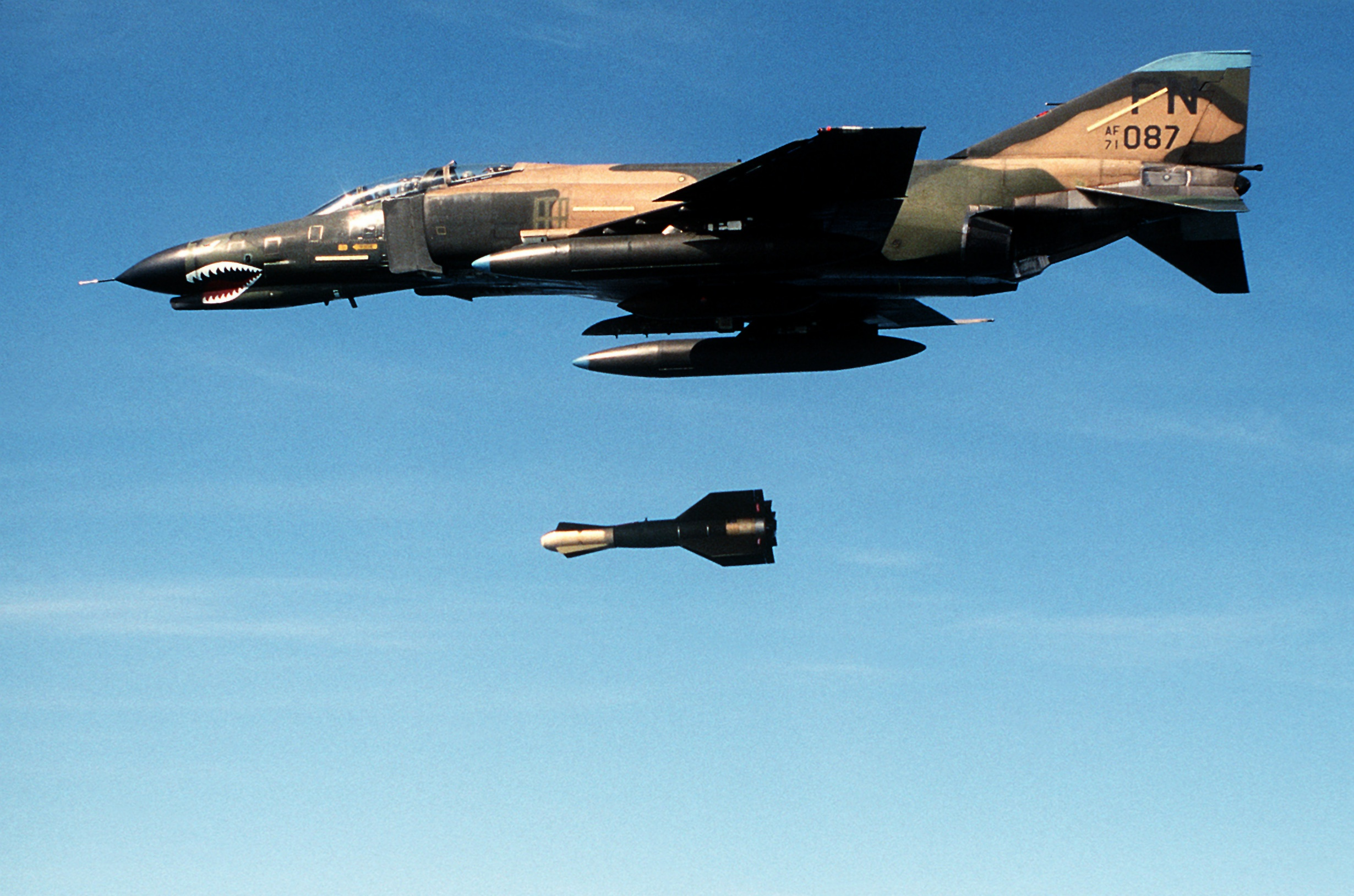
Eine GBU-15(V)1/B mit TV-Suchkopf wird von einer F-4 abgeworfen
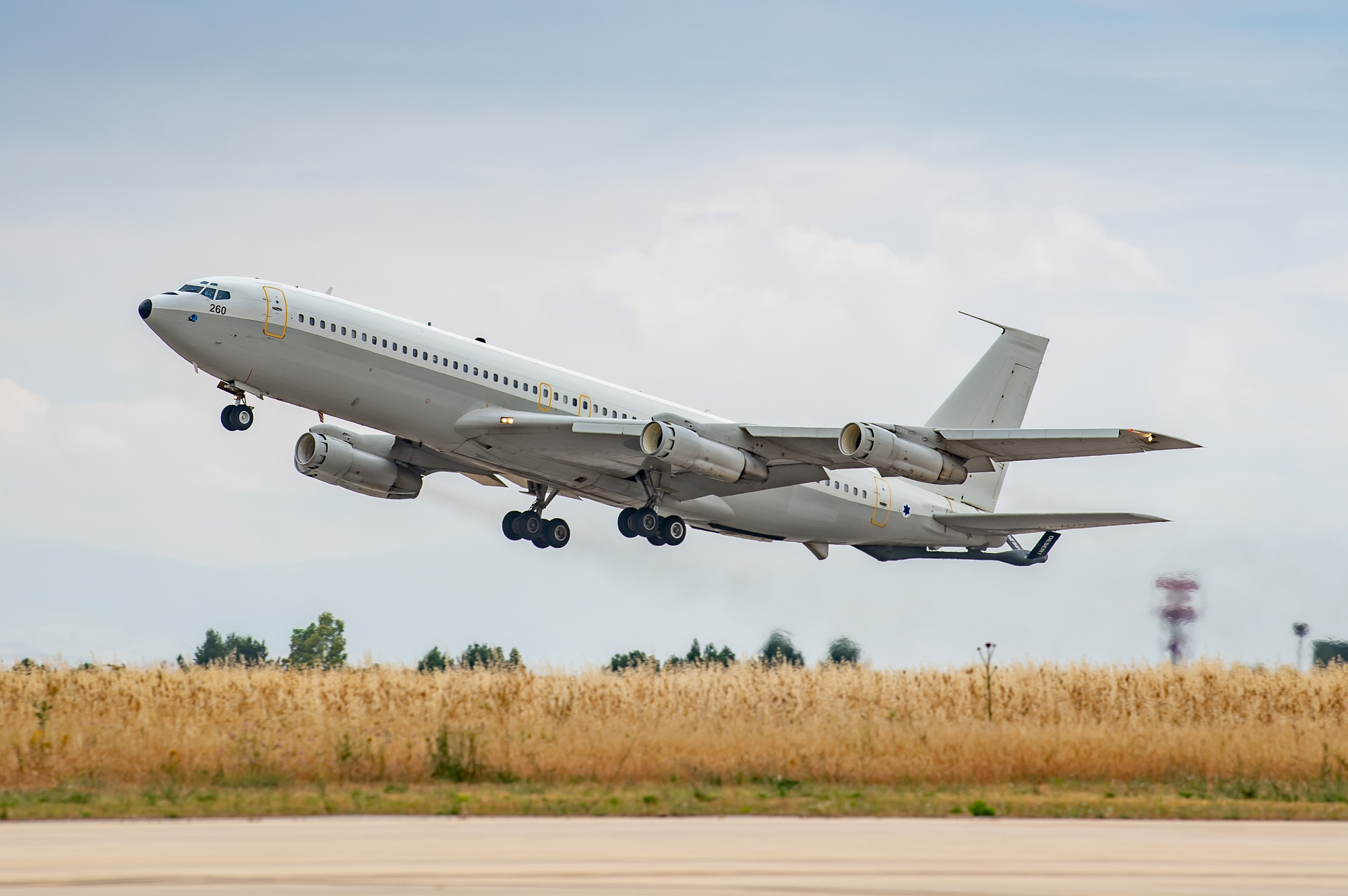
Eine Boeing 707 Re'em Tanker beim Start im Jahr 2021
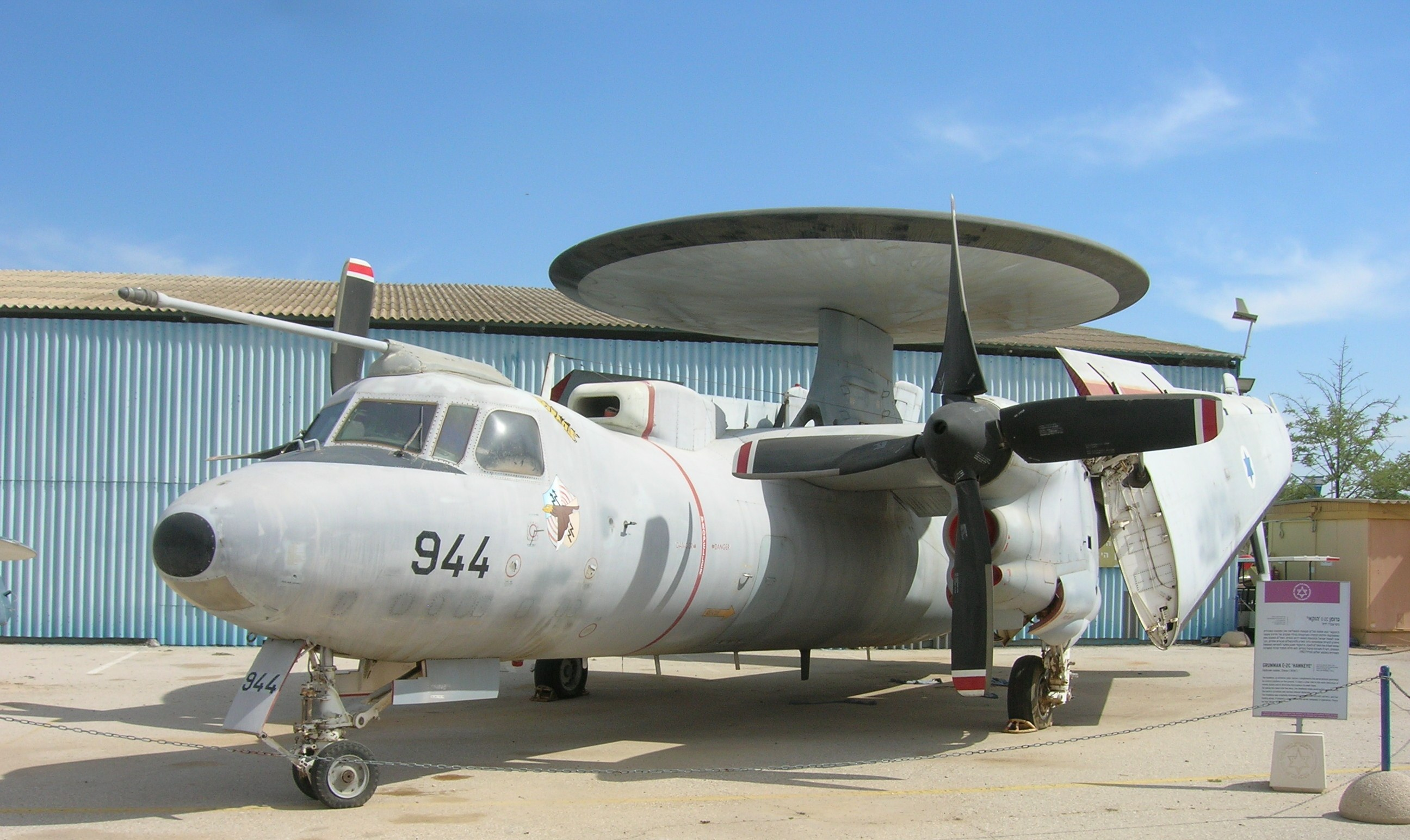
Eine E-2C Hawkeye im IAF-Museum 2007 beim Militärflugplatz Chazerim
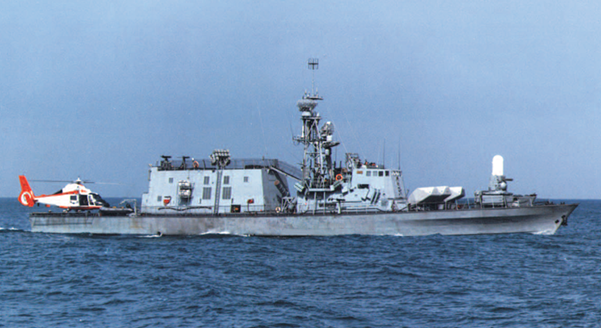
Sa’ar-4.5-Schnellboot mit SAR-Hubschrauber im Jahr 1985

### Nach dem Angriff
Das PLO-Hauptquartier wurde völlig zerstört, jedoch blieb Jassir Arafat, der Chef der Organisation und zu diesem Zeitpunkt nicht vor Ort, unversehrt. Israel behauptete, etwa 60 PLO-Mitglieder seien getötet worden, darunter mehrere Anführer der „Force 17“ und mehrere Leibwächter Arafats. Darüber hinaus kam es bei der Operation zu Opfern unter zivilen Passanten, da das Hauptquartier in einem Touristengebiet lag. Anderen Quellen zufolge wurden 56 Palästinenser und 15 Tunesier getötet und etwa 100 verletzt. Krankenhausquellen gehen von einer endgültigen Zahl von 47 Toten und 65 Verwundeten aus. Der anerkannte französische Historiker Jean-Pierre Filiu gibt die Gesamtzahl von 73 Toten an.
Nach der (für Israel) gelungenen Operation wurde an den acht beteiligten F-15B/D-Jets ein entsprechendes Symbol angebracht, ein sogenanntes „Kill Mark“: ein kleines schwarzes Zielkreuz auf weißem Grund in einem roten Umkreis, aus dem ein blaues symbolisches Holzbein nach rechts oben herausragt (siehe obere Galerie).

## Folgen
Die Attacke provozierte einen lauten Aufschrei, sogar bei den Vereinigten Staaten, Israels engstem Verbündeten. Obwohl sie anfänglich den Schlag als „legitime Antwort“ bezeichnet hatte, sagte die Reagan-Regierung später, dass dem Angriff „nicht zugestimmt werden kann“. Nach dem Angriff verschlechterten sich die Beziehungen zwischen den USA und dem tunesischen Präsidenten Habib Bourguiba.
Die Araber protestierten weltweit und der UN-Sicherheitsrat verurteilte den Angriff mit 14 gegen null, wobei die USA sich enthielten.
Die „Operation Wooden Leg“ wird als wirkungslos gegenüber dem Terrorismus angesehen. Der Überfall wurde als Rechtfertigung für eine Reihe von Anschlägen genutzt, einschließlich der Entführung des Kreuzfahrtschiffes Achille Lauro am 7. Oktober und der Anschläge von Abu Nidal auf die Flughäfen in Wien-Schwechat und Rom im Dezember 1985. Es wurde angenommen, dass der Luftschlag hauptsächlich aus psychologischen Gründen geführt wurde, da er die PLO in keinem größeren Umfang behinderte.

## Erinnerung und Abschreckung

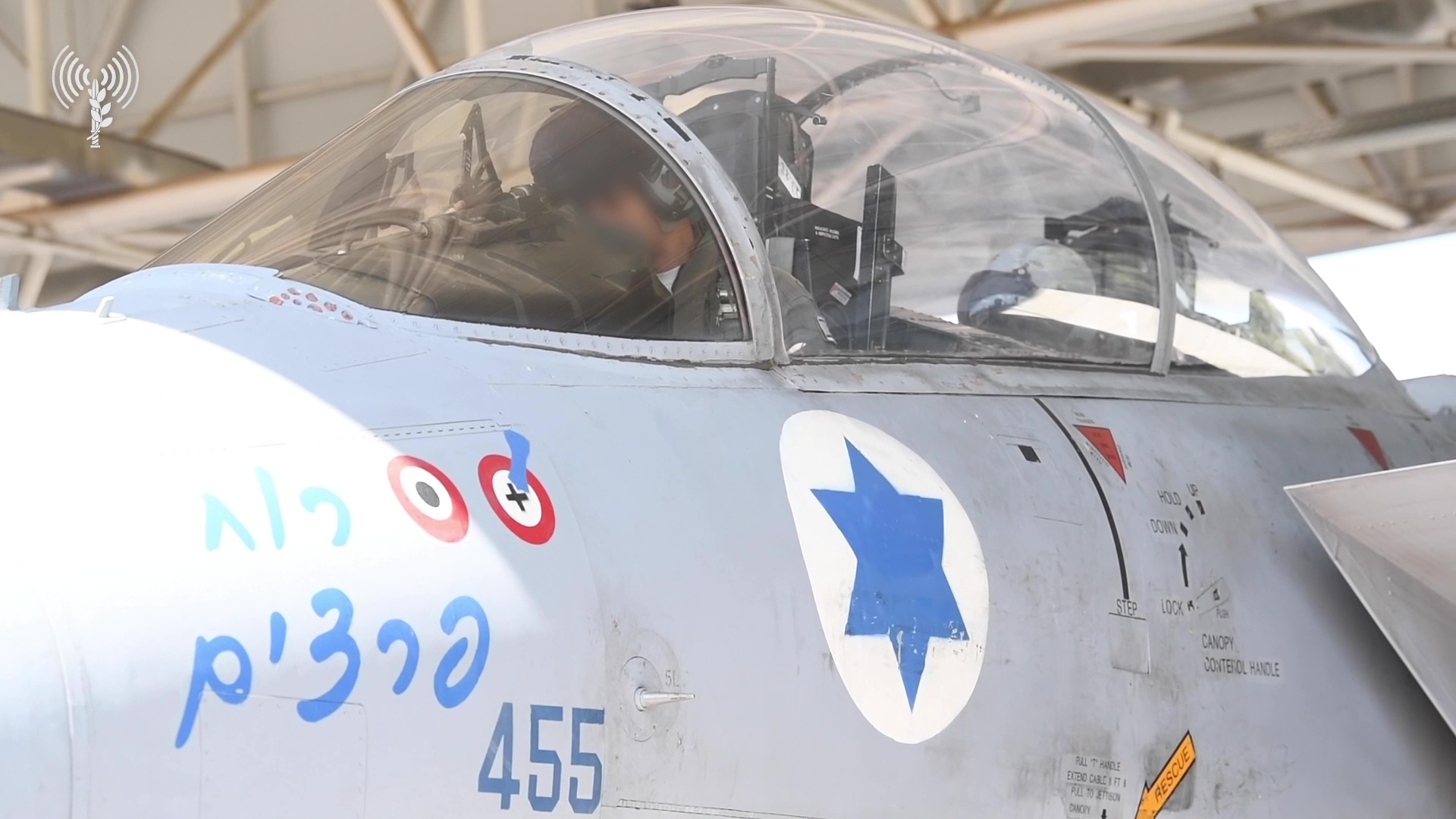
Die F-15D Eagle Baz #455 auf Tel Nof mit dem Symbol der „Operation Wooden Leg“ von 1985 ist im Jahr 2024 noch immer im Einsatz

Im Juli und September 2024 griff die IAF ähnlich weit entfernt liegende Ziele an der Küste des Jemen an, nachdem die dort herrschenden Huthi-Rebellen zuvor Raketen und Drohnen auf Israel abgefeuert hatten und u. a. Tel Aviv trafen. Die Ziele im Jemen wie die Hafenstadt Hudaida liegen über 2000 Kilometer (Luftlinie) vom Zentrum Israels entfernt, und die eingesetzten Jagdbomber mussten mehrmals in der Luft aufgetankt werden, um im internationalen Luftraum über dem Roten Meer dorthin und wieder zurück zu gelangen.
Die IDF veröffentlichte anschließend ein kurzes Video, das F-15-Jets auf dem Militärflugplatz Tel Nof beim Beladen mit Bomben und beim Start zeigt, sowie in Nahaufnahme eine ältere F-15D mit der Nummer 455, auf der – deutlich sichtbar – noch immer das Symbol der „Operation Wooden Leg“ (siehe Galerie oben und Bild rechts) von 1985 daran erinnert, dass Israel seine Feinde auch über größere Distanzen mit Luftschlägen zu erreichen vermag.